# Beclardia
Beclardia là một chi thực vật có hoa trong họ, Orchidaceae.